# Osmoxylon palmatum
Osmoxylon palmatum là một loài thực vật có hoa trong Họ Cuồng cuồng. Loài này được (Lam.) Philipson mô tả khoa học đầu tiên năm 1979.